# Grilèt
Il Grilèt o Grilet è un vino la cui produzione è consentita nella repubblica di San Marino. È prodotto con uve biancale, chardonnay e sangiovese vinificati in bianco.

## Caratteristiche organolettiche
- colore: perlage molto lieve e persistente.
- odore: fine e fruttato
- sapore: asciutto, vivace e persistente

## Abbinamenti consigliati
Ottimo per aperitivo, per accompagnamento a salumi locali,  frittate con erbe o con gli asparagi, fritture di pesce, pastasciutte al pomodoro e con la pizza.